# Citová deprivace

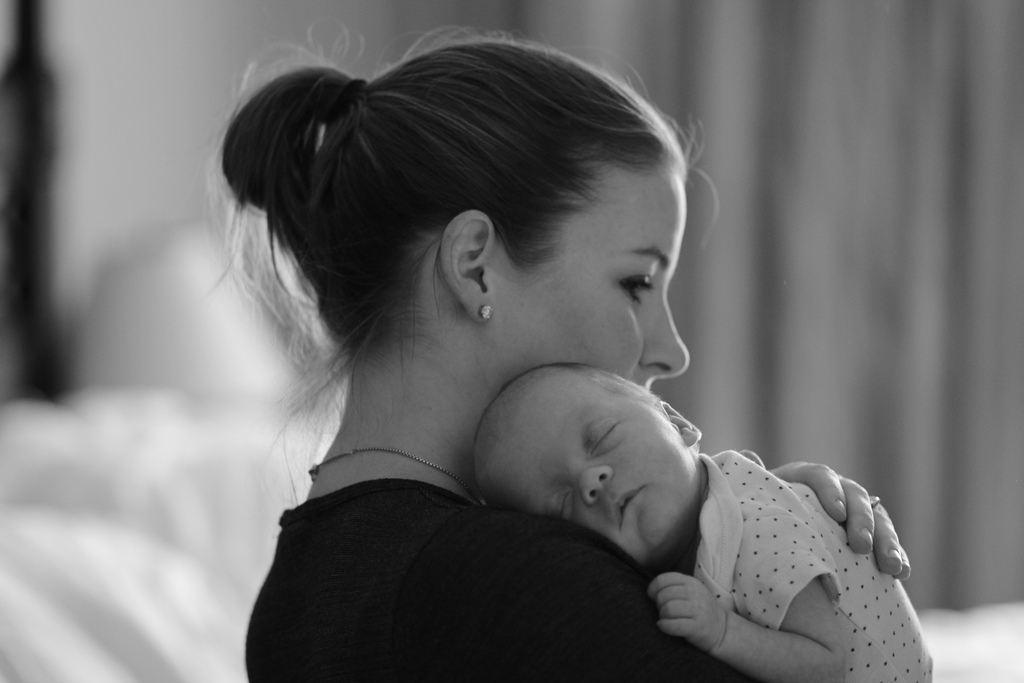
Mateřská láska, jejíž nedostatek způsobuje citovou deprivaci

Citová deprivace vzniká v důsledku neuspokojení potřeby spolehlivého vztahu s matkou, eventuálně jinou osobou. Citové strádání může podstatným způsobem ovlivnit celkový rozvoj osobnosti dítěte, jako vztah k ostatním lidem i k sobě samému.
„Stav, který vzniká, jestliže člověk nemá uspokojovány základní psychické potřeby v dostačující míře a po dosti dlouhou dobu“
„U dětí, které dlouho musely žít v prostředí citově chudém, pozorujeme často, že mají vážné obtíže v citových vztazích a na všech dalších vývojových stupních.“ 

## Vznik
Vznik citové deprivace může mít několik možných příčin. Nejčastěji je citová deprivace způsobena nezájmem mateřské osoby či nedostatečnou péčí. Ta může být často ve svých projevech ambivalentní (lhostejná) nebo až hostilní (nepřátelská). Dalšími důvody může být péče poskytována několika osobami současně nebo střídavě, což sledujeme především v ústavních zařízeních.
To vše vede k neosobnímu přístupu objektu k dítěti a jeho citové potřeby nejsou dostatečně uspokojeny. Dítě nezažije pocit základní důvěry pramenící z kvalitního rodinného prostředí. Chybí důvěra v sebe i okolí. Nejvíce případů citových deprivací se vyskytuje u dětí z dysfunkčních rodin (které neplní řádně své základní funkce) a náhradní rodinné peče, ačkoli to není pravidlo.
Dítě přijímá názor nejbližších osob, pokud je negativně hodnoceno naruší to i jeho sebehodnocení, což způsobuje nejistotu, již zmíněný nedostatek sebedůvěry a zvýšenou potřebu obrany vůči okolí. Rané vztahy slouží jako paralela pro vztahy budoucí.

## Projevycitové deprivacedle věku
U dětí do tří let nastává opoždění psychomotorického vývoje, povrchnost a nediferencovanost citů a sociálních vztahů či poškození řeči.
U starších dětí se opozdí vývoj řeči, což je spojeno s chudou slovní zásobou. Také chybí spontaneita a citové vztahy jsou většinou na bázi povrchnosti.
Děti ve školním věku, pubertě nebo adolescenci mohou mít horší prospěch, který neodpovídá jejich intelektovým schopnostem a jejich motivace k učení je nízká. Hrozí výkyvy chování, neurotické potíže, citová otupělost a nedůvěra k lidem. Vzhledem k jejich sníženému sebehodnocení z dětství jsou náchylnější k vzniku závislostem a členství v názorově vyhraněných skupinách.
Dospělí mají potom problémy v partnerských vztazích a vnímají nejistotu při výchově vlastních dětí.

## Další projevy citové deprivace
Citová deprivace má vliv na změny v prožívání, uvažování a chování jedince. Její důsledky mohou být značně variabilní jak z hlediska charakteru, tak závažnosti. Důležité nejsou pouze genetické dispozice, ale důležitá je i primární zkušenost či náhradní zdroj citové podpory (např. pěstounská péče).

### Kognitivníodlišnosti
Vnímat můžeme také kognitivní odlišnosti, jakou jsou nedostatečně využité rozumové schopnosti. Typická bývá neschopnost porozumět chování i chování ostatních. Pozorujeme neschopnost poučit se ze zpětné vazby, častý je problém se zobecňováním konkrétního jednání a porozumění následkům činů.
Matka jako průvodce a interpret průvodce chybí. Neboť snahy dítěte jsou nedoceněny, postrádá důvod snažit se. Dochází ke změně hierarchie motivů, přičemž dominuje potřeba citového uspokojení, potažmo aktuální potřeba jakéhokoliv uspokojení. To může vést k horšímu prospěchu, špatné pracovní morálce i vztahu k vlastnímu výkonu.

### Citové prožívání a vztahy k okolnímu světu
„U dětí, které dlouho musely žít v prostředí citově chudém, pozorujeme často, že mají vážné obtíže v citových vztazích na všech dalších vývojových stupních.“ 
Na této úrovni často pozorujeme primitivní, nediferencované a povrchní vztahy k druhým lidem. Mají sníženou schopnost empatie. Můžeme také vnímat častý egocentrismus a nejistotu. Děti jsou emočně ploché, nedůvěřivé, hostilní až agresivní. Obvyklý je nižší práh frustrační tolerance. Tím, že děti nezažily empatickou reakci respektující jejich pocity a potřeby, může být pro ně obtížná orientace ve vlastních pocitech.

### Řeč a komunikace
K dětství dochází k redukci řečové stimulace ze strany mateřské osoby. V důsledku toho počáteční vývoj řeči není posilován. Chybí osoba, s níž chce být dítě v kontaktu a nevytváří se tak potřeba komunikace. Vede to k chudší slovní zásobě v pozdějším věku. Deprivované děti chybně užívají osobních zájmen, zejména pak zájmena Já (omezený rozvoj dětského sebepojetí). Projevují sníženou spontaneitu v komunikaci a neschopnost jejího přiměřeného sociálního využití.

### Sebepojetí
Zde jsou časté dva extrémy a to nerealistické nerealistické vytahování (přehnaná aktivní obrana, kompenzace nedostatku podpory v okolí) nebo výrazné sebepodceňování (nejistota, obavy, negativní anticipace budoucnosti). To vede k časté vazbě na silnější bytost, členství ve skupinách kvůli pocitu skupinové identity (individuace dostatečně nevyvinuta).

### Chování
Odlišné chování bývá projevem obranných mechanismů. Nezralá autoregulace a nedostatečné sebeovládání způsobují impulzivnost. Často se na sebe snaží upoutat pozornost. U citově deprivovaných jedinců není výjimkou intenzivní a neselektivní hledání osoby, která by vykompenzovala nedostatek citové blízkosti z dětství. Na druhou stranu krajním obranným mechanismem může být rezignace- ztráta zájmu o bližší vztah, což se projevuje odmítavou až bázlivou reakcí na náhlou vřelost (po adopci, v pěstounské péči apod.).

## Diagnostikadeprivovanýchdětí
Diagnostika u deprivovaných dětí je náročná. Používá se k tomu řada psychologických a pediatrických vyšetřování. Sleduje se dynamika vývoje dítěte spolu s genetickými dispozicemi. Šetření provádějí sociální pracovníci, důležitý je také názor (speciálního) pedagoga.

## Možnosti nápravy
Dlouho převládal názor o nemožnosti nápravy. S SOS vesničkami a pěstounskou péčí ale dochází k změně. V možnosti nápravy je důležitých několik faktorů - genetická dispozice, hloubka a rozsah deprivace, kvalita a počet prostředí před přijetím do pěstounské péče, věk dítěte při přijetí, osobnost pěstounů, vztahy v pěstounské rodině. Výhodou pro nápravu je nízký věk, mírná forma deprivace a absence genetické zátěže. Nejvýznamnějším faktorem však zůstává kvalita náhradní rodiny .